# 中国驻特立尼达和多巴哥大使馆
中华人民共和国驻特立尼达和多巴哥共和国大使馆（英語：Embassy of the People's Republic of China in the Republic of Trinidad and Tobago），简称中国驻特立尼达和多巴哥大使馆，是中华人民共和国驻特立尼达和多巴哥的外交代表机构。驻特多大使馆曾兼辖对断交国格林纳达的相关事务。

## 机构设置
中国驻特立尼达和多巴哥大使馆设置下列机构：
- 综合处
- 经商处
- 领事部
- 办公室